# La Fura dels Baus
La Fura dels Baus es una compañía de teatro española creada en 1979 por Marcel·lí Antúnez Roca, Carlus Padrissa, Pere Tantinyà, Quico Palomar y Teresa Puig. Autodefinidos como un grupo de teatro «de fricción» que busca un espacio escénico distinto del tradicional, sus montajes y productos diversos han evolucionado mezclando imaginación, morbosidad, performance, mecatrónica e instalaciones de gran espectacularidad, en un contexto dramático de creación colectiva.
La compañía funciona como una empresa artística de grandes espectáculos, que integra diversos registros del teatro de texto, el teatro digital, la ópera y el género cinematográfico. Su equipo está integrado por cientos de personas, incluyendo actores, atletas, funambulistas, técnicos, diseñadores, gestores y colaboradores, entre otros. Entre los miembros más reconocidos que han pasado por la compañía se encuentran, además de sus fundadores, Àlex Ollé, Miki Espuma, Jürgen Müller, Pep Gatell, Jordi Arús, Hansel Cereza y Michael Summers, Quico Palomar, Teresa Puig y Mireia Romero. Entre los colaboradores más cercanos, figura el actor Eduard Fernández, ganador de un Goya por su interpretación en Fausto 5.0.
Su trayectoria sumaba para el año 2005, cerca de tres mil representaciones y alrededor de tres millones de espectadores.
El nombre de la compañía, intraducible, es resultado de un juego de palabras que "sonaban bien", tal y como lo explican sus componentes en la entrevista grupal con Francisco Cerezo hecha en 1985.

## Historia

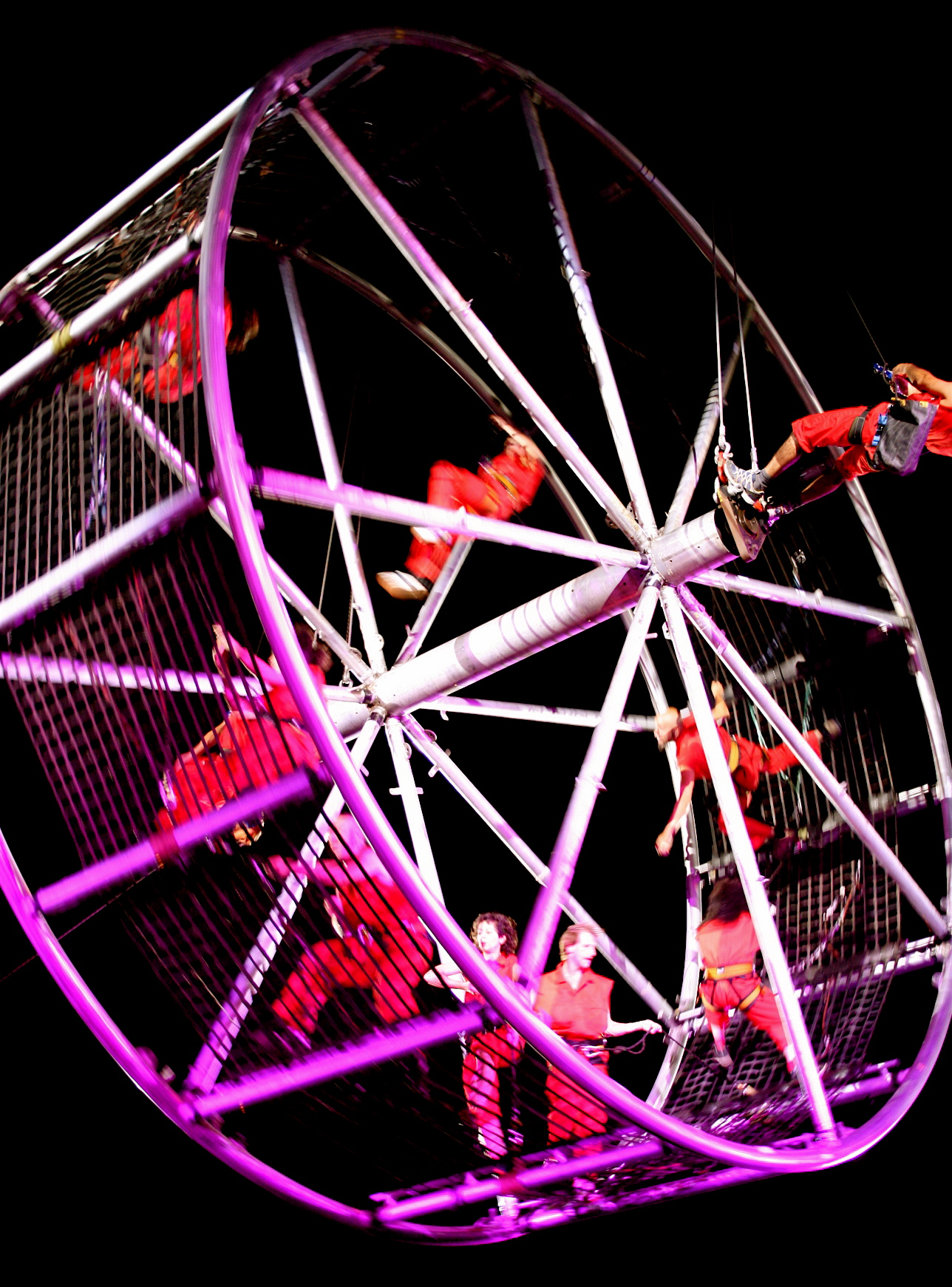
Un espectáculo de La Fura dels Baus en el Festival de Singapur (2007).

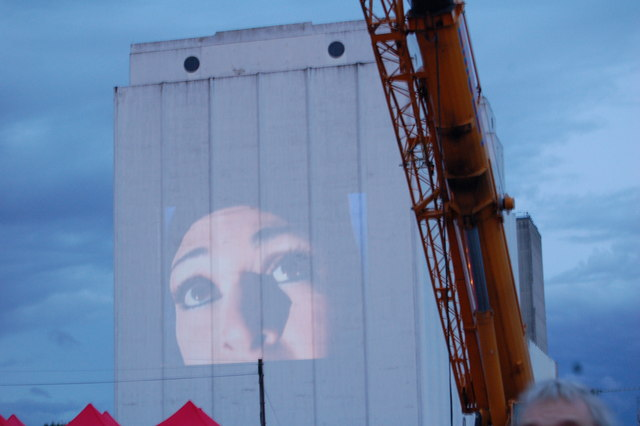
Espectáculo de Naumaquia en el Festival SummerTyne 2007, en el muelle de Spillers, Newcastle.

La Fura dels Baus, se inició como grupo de teatro de calle en la localidad catalana de Moyá a fines de los años 1970, haciendo pasacalles y participando en fiestas y «entoldados». En 1979, los directores de entonces, Marcel·lí Antúnez Roca, Carlus Padrissa y Pere Tantinyà, abandonaron su pueblo de origen para trasladarse a Barcelona.
Allí el grupo comenzó a integrar herramientas del teatro independiente, para luego desarrollar un estilo más personal, en el que se inscribe la mayoría de sus montajes del primer periodo hasta 1983. La Trilogía Accions, Suz/o/Suz, Tiermon,  cubre un segundo período en lo que ellos llamaron Teatro de Choque. hasta 1989. Antúnez Roca abandonó el colectivo a finales de este periodo y siguió su propio camino artístico.
La compañía saltó a la fama durante los años 1990, luego de su participación en la ceremonia de apertura de los Juegos Olímpicos de Barcelona 1992, como compañía de teatro experimental, junto a la compañía Comediants, de teatro más tradicional, y a distinguidos músicos internacionales, tales como Ryūichi Sakamoto. A este evento le siguieron millonarias contrataciones para promocionar reconocidas marcas comerciales, como Pepsi, Mercedes-Benz, Peugeot, Volkswagen, Swatch, Airtel, Microsoft, Absolut Vodka, Columbia Pictures, Warner Bros., Puerto de Barcelona, Telecom Italia o Sun Microsystems, así como la contratación para la realización de masivas participaciones en eventos tales como los Juegos Mediterráneos de 2005, en Almería; el SummerTyne 2007, en Newcastle; o el Perth International Arts Festival 2010, en Perth.

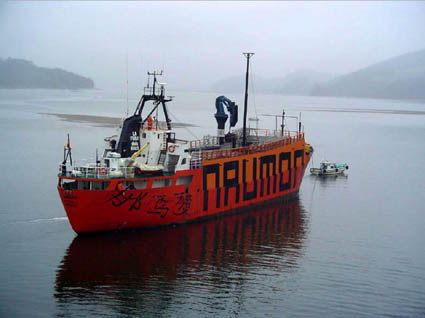
El carguero noruego Arold, convertido en 2004 en el «Naumon», centro de artes escénicas flotante de la compañía.

Desde 1996 la compañía también se inició en la realización de óperas, con Atlántida, de Manuel de Falla y Ernesto Halffter. A esta ópera le siguieron varias otras, entre ellas El martirio de San Sebastián de Claude Debussy, al año siguiente; La condenación de Fausto, de Hector Berlioz, para el Festival de Salzburgo en 1999, o La fábula de Orfeo, de Claudio Monteverdi, realizado en las bodegas de su barco «Naumon» en el Puerto Viejo de Barcelona por el 400 aniversario de su estreno en 1607, en la ciudad italiana de Mantua.
En cuanto a otros formatos, la compañía realizó en 1997 Work in progress, un espectáculo de teatro digital donde a través de Internet se conectaban escenas que ocurrían simultáneamente en diversas ciudades. En 2001, también se adentraron en la industria cinematográfica, con la película Fausto 5.0, en colaboración con el director Isidro Ortiz.
La compañía también ha realizado giras por América Latina. En 2011 abrió el Bicentenario de Uruguay, y más tarde realizó funciones en espacios como el Teatro Colón de Buenos Aires (2012) y el Teatro Municipal de Santiago de Chile.[cita requerida]

## Manifiesto canalla
Escrito por Andreu Morte a principios de los años ochenta para reivindicar el lenguaje furero, basado en la sensualización del medio escénico. Lo definen como un acto de rebelión contra la literatura dramática. Es una propuesta de la colectivización de la dramaturgia. La defensa de su teatro físico en intenso. Morte afirma en él los inicios del grupo, su proceso de cohesión, su entusiasmo vital y su deseo de transgredir la creación escénica tradicional.
El manifiesto, escrito en 1983, es el siguiente:
1. FdB (La Fura dels Baus) no es un fenómeno social, no es un grupo, no es un colectivo político, no es un círculo de amistades afines, no es una asociación pro-alguna causa.
2. FdB es una organización delictiva dentro del panorama actual del arte.
3. FdB es el resultado de una simbiosis de diez elementos bien diferenciados y peculiares que se favorecen mutuamente en su desarrollo.
4. FdB se aproxima más a la autodefinición de fauna que al modelo del ciudadano.
5. FdB es una simbiosis de conductas sin reglas y sin trayectorias preconcebidas. Funciona como un engranaje mecánico y genera actividad por pura necesidad y empatía.
6. FdB no pretende nada del pasado, no aprende de las fuentes tradicionales y no le gusta el folclore prefabricado y moderno.

## Estilo
Los trabajos de la compañía buscan estimular la imaginación y también provocar al espectador, a través de elementos de morbosidad, performance, mecatrónica e instalaciones de gran espectacularidad.
En sus creaciones más personales utilizan lo que ellos mismos denominan el «lenguaje furero», esto es, el uso de procesos de creación colectiva a partir de ejercicios de desinhibición actorales, que dan lugar a espectáculos en espacios no convencionales, donde los actores interactúan con el público, la música, el movimiento y una escenografía que recurre a diversos materiales orgánicos, industriales y tecnológicos.
El estilo de sus trabajos no ha estado exento de controversias. Algunos críticos han reprochado su cierta incapacidad para despertar sentimientos positivos que vayan más allá de las sensaciones elementales que genera la espectacularidad. Pese a lo anterior, la compañía ha presentado montajes como Ascenso y caída de la ciudad de Mahagonny, que han generado una destacada recepción del público.
Caracterizados por la estética de la crueldad. Batallas, carne cruda, utilización violenta de las máquinas. Nacimiento, muerte, sexo, comida. Libertad para la provocación y la experimentación. Participación del espectador y desarrollo de las obras en lugares no convencionales. Equilibrio entre lo popular y lo sofisticado, lo atávico y lo tecnológico, lo corporal y las prótesis mecánicas;  carnalidad y misticismo; naturaleza y artificio; grosería y sofisticación; primitivismo y tecnología. Ambición y grandiosidad en sus macro espectáculos, la red humana, la máquina humana, el engranaje humano, la esfera humana. Gran productora de danza y espectáculo pero conservando su esencia, que les caracteriza desde que eran un grupo de colegas. «Su mayor aportación a la ópera ha sido en lo visual. Han unido la carnalidad de los cuerpos presentes y los virtuales con proyecciones hipersofisticadas de una calidad casi cinematográfica. Desde el inicio, La Fura ha sabido descubrir el aspecto performativo de lo digital».

## Trabajos

### Selección de espectáculos.

#### Accions.[29]1983.
Muestra elementos que se consolidarán en el lenguaje propio de la formación. Sin un argumento definido. Encadena acciones que combinan la música y la performance. Las acciones se inician en alto pero caen al nivel del espectador. Poniendo un punto de atención en la evolución del actor. 
Música en directo y con sintetizadores. El desnudo, el barro, la suciedad, alimentos crudos. Destrucción de dos hombres trajeados de un coche. Efectos pirotécnicos. Pintura y peleas de comida. Sobre paredes blancas, sobre lonas, utilizando la arquitectura del espacio. 

#### Suz/O/Suz. 1985.
Hombre primordial, juega, descubre, crea el mito y el lenguaje. Hombre violentado por la conciencia de sí mismo. Individuo que ha puesto la materia a su servicio. Los intérpretes juegan con todos los elementos. Con ello aprenden y crea el lenguaje y el mito, superponiéndose a los dioses en este acto. El rito.
Aprovechando el espacio arquitectónico de la sala, las máquinas, carros, plataformas móviles, bañeras con ruedas, y la disposición del público, y la transformación de esta.

#### Tier Mon. 1988.
Evolución de los dos espectáculos anteriores. Lenguaje consolidado. Un ciclo con momentos identificables. Circularidad inevitable del tiempo. Dramaturgia más elaborada. 
Tres personajes: el dios blanco, el inútil y el enano. Individuo, humanidad, poder, y sus relaciones. Enfrentados por la dominación de personajes que simbolizan la humanidad. Establecen todo un sistema de jerarquías dentro del espectáculo.

#### Mediterrani, Mar Olímpic. 1992.
Ceremonia de inauguración de los Juegos Olímpicos de Barcelona en 1992. Macro espectáculo visto por millones de personas en todo el mundo.
Narraba el viaje de Jasón y los argonautas hasta el confín del mar Mediterráneo, hasta las columnas de Hércules, que según la mitología clásica eran la puerta al mundo desconocido. En el transcurso del viaje que se representó en el Estadio Olímpico, los argonautas se enfrentaron, en la mejor tradición clásica, a las furias que representaban la guerra, la contaminación, el hambre y la enfermedad: las furias de los primeros navegantes tienen su equivalente actual. El espectáculo culminaba cuando Hércules, después de cruzar el recinto, separaba las columnas y permitía que el mar, formado por cientos de personas, fluyera e inundara lo desconocido, en clara alegoría del encuentro entre culturas, razas y pueblos.
Revolución en la tradición que hasta ese momento había definido a los espectáculos de apertura de los Juegos Olímpicos, meras evoluciones de masas, coloristas y desprovistas de contenido, esteticistas y poco arriesgadas en lo conceptual.

#### L'Atlántida. 1996.
Cantata escénica La Antártida, de Manuel de Falla. Partitura que se quedó a medias a la muerte del compositor, con fragmentos definidos y claros y otros solamente esbozados. 
Terminada por encargo muchos años después de su muerte. Basto oratorio que combina textos en catalán de la obra homónima con otros religiosos en latín y castellano. Rica simbología. 
La Fura dels Baus propone en su adaptación escénica un nuevo hilo argumental que tiene que ver con su propia peripecia, la de la obra, y con la reunión de tres grandes creadores, Falla, Verdaguer y Sert, que convenció al primero de la necesidad de darle a La Atlántida el carácter de cantata escénica y que se comprometió a crear la escenografía que debía tener en su estreno, pero que nunca consiguió terminar. Falla, Verdaguer y Sert aparecen en esta Atlántida como tres personajes que asisten a la representación de su obra mientras la desarrollan; que la contemplan mientras la crean, sin ser conscientes de que están atrapados en ella como el resto de los personajes.

#### La Troyanas. 2001.
Relectura de la obra de Eurípides. Con elementos clave del lenguaje de la Fura. Proyecciones. Elenco multitudinario. Respetando texto original. Elementos metálicos. Plataformas móviles. Agua. Reconocible de la Fura. 

#### Degustación de Titus Andrónicus. 2010.
Con este espectáculo retoman elementos de sus orígenes. Compartiendo espacio con el público, no hay escenario, sí diferencia de nivel, permiten a los espectadores interactuar con los intérpretes y viceversa. Estímulo constante para el público. 

### Obras y su cronología.

#### Espectáculos de lenguaje «furero»
Entre los espectáculos de lenguaje «furero» se pueden citar:
- 1984: Accions
- 1985: Suz o Suz
- 1988: Tiermon
- 1990: Noun
- 1994: MTM
- 1996: Manes
- 1999: Furamòbil
- 2000: Obs
- 2002: XXX
- 2007: Imperium
- 2010: Degustación de Titus Andronicus
- 2010: Origens
- 2018: 'M A N E S' 2018 (Teaser)

#### Macroespectáculos y eventos especiales
La Fura dels Baus ha protagonizado también algunos macroespectáculos y eventos especiales, entre ellos:
- 1992: Mediterráneo, mar olímpico (Ceremonia de inauguración de los Juegos Olímpicos de Barcelona 1992)
- 1996: Pepsíclope
- 1997: Simbiosis
- 1999: L'home del mil·leni
- 2001: La navaja en el ojo
- 2002: La Divina Comedia
- 2005: Al-mariyat Bayyana  (Ceremonia de inauguración de los Juegos Mediterráneos de 2005)
- 2007: Inauguración del mundial de ciclismo en pista cubierta
- 2007: Cutty Sark Shangai-London
- 2010: Apertura del Harare International Festival of the Arts
- 2010: The Experience
- 2011: Up-Flors Còsmiques

#### Óperas (puesta en escena)
Han realizado también puestas en escena de óperas:
- 1996: L'Atlàntida
- 1997: El martiri de Sant Sebastià
- 1999: La condenació de Faust
- 2000: DQ, Don Quijote en Barcelona
- 2002: La sinfonía fantástica
- 2003: La flauta mágica
- 2007: El oro del Rhin
- 2007: La Valquíria
- 2008: Sígfrid
- 2008: Gotterdammerung
- 2009: El gran macabre
- 2009: L'ocàs dels déus
- 2010: Rise and fall of the city of Mahagonny (estrenada en el Teatro Real)
- 2010: Tannhäuser
- 2010: Carmina Burana
- 2011: Sonntag aus Licht
- 2011: Quartett
- 2011: Oresteïa
- 2011: Orfeo y Eurídice (con la orquesta BandArt)[33]
- 2013: Aida (Festival de Verona)

#### Teatro
Entre los espectáculos concebidos para escenario de tipo teatral se cuentan:
- 1998: "Ombra"
- 1999: F@ust 3.0
- 2001: "XXX"
- 2001: Las Troyanas
- 2005: Metamorfosi
- 2008: Boris Gudonov
- 2010: Window of the City
- 2010: "RES"
- 2011: Terra Baixa reloaded
- 2014: "Temptacions"
- 2017: "Free Bach 212"
- 2018: "The Fall of the King" ("Kongens Fald")

#### Cine
Para cine, ha realizado:
- 1999: Goya en Burdeos (dir: Carlos Saura)
- 2001: Fausto 5.0 (dir. Isidro Ortiz)

#### Discografía
También han editado música en formato discográfico:
- Ajöe (maxi sencillo)
- Suz (casete)
- Erg (casete)
- Noun (vinilo)
- M.T.M. (CD-ROM)
- KRAB (CD)
- Manes (CD)
- Simbiosis (CD)
- Accions (CD)
- Fausto 3.0 (CD)
- fmol (CD)
- Ombra (CD)
- XXX (CD)

#### Otros formatos
- 2004-2007: Naumaquia (espectáculo itinerante en el carguero noruego Arold, convertido en 2004 en el «Naumon», centro de artes escénicas flotante.[37]
- 2008: Adéu a la tele (exposición)
- 2008: La ciudad inventada (programa de espectáculos)